# Alseuosmia
Alseuosmia là chi thực vật có hoa trong họ Alseuosmiaceae.